# 俄造M1902式762野砲
俄造M1902式762野砲是俄羅斯帝國於二十世紀初發展的轻型野戰砲，是其一次大戰的主要火炮。於1930年代現代化而稱為M1902/30。

## 历史
1902年沙俄圣彼得堡普梯洛夫工厂由L. A. Bishlyak, K. M. Sokolovskiy 与 K. I. Lipnitskiy设计制造出该炮。采用了当时许多新特性：炮架带后座装置、水平与高低追踪机制、精密直接间接瞄准火控、手工间断式螺旋炮闩机构、单件炮弹装填等。
日俄战争中，俄军于得利寺之战使用该炮，但由于炮兵军官的思想老旧而效果不佳。
该炮也被俄军用于第一次世界大战。苏俄内战各方广泛使用。1923年，波兰军队有568门该炮。1926年，波兰改装了该炮为75毫米口径，称为Armata 75 mm wz.02/26。1939年二战爆发时，波兰军队有未升级的该炮89门。

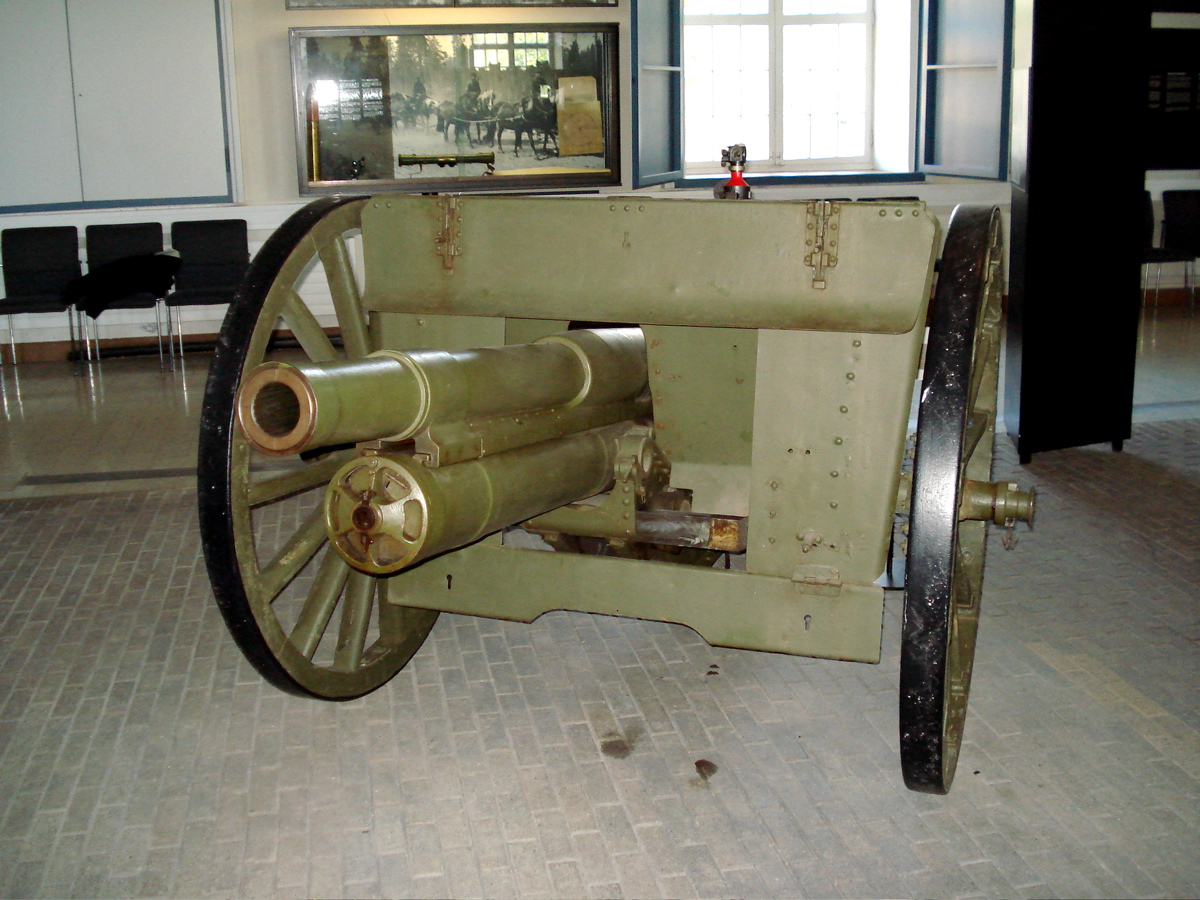

苏联继续生产该炮至1931年。由于76毫米加农炮弹库存量极大，苏联保留该口径师炮，并发展改进型号。1927年苏联从M1902野战炮二十种以上的改进方案中挑选出M1902/30（F10)的设计方案：从原来的30倍径炮管延长到了40倍径。炮口初速 662 m/s, 角度 17 - 37 度，最大射程从8,500米提高到 13,290 米。1930年代中期搞了一种 6.3 kg 的穿甲弹。 具备了 500米上以30度角穿透56 mm 装甲板和1000米上穿 49 mm 装甲板的能力。继续发展了M1936师属炮（F22)、M1939师属炮（F22USV)、Zis-3师属76毫米加农炮。
抗戰初期，根据苏联援华军事顾问回忆，国民革命军在抗战开始的一年半时间里损失了六十个师的装备。故此，1938年1月5日蒋中正电示在苏的谈判代表军事委员会参谋次长杨杰提出了采购20个师装备需求，但这个清单里没有76.2毫米师级野炮而是要求每师装备8门115毫米榴弹炮、16门三七战防炮、16门步兵炮等。经中苏反复协商，定为由苏联提供20个师的装备，其中，每个师装备76.2毫米M1902/30（F10)野战炮8门，合计160门，每门配弹1000发；以及每师四门（而不是中方要求的八门）115毫米榴弹炮合计80门。这批火炮1937年底海运到香港，经广九铁路、粤汉铁路运抵湖南衡阳东阳渡交接给国民政府军政部兵工署炮兵科开设的大型军械库。苏援76.2毫米野战炮，单价为6580美元；炮弹单价为13美元。M1902/30砲為蘇聯援華主力火炮，以此砲先後成立国民革命军炮兵第12、第15团、第20团，並填補損失過重的砲兵第二團，若干軍砲兵亦領此砲，如74軍軍砲兵團第一營與第三營亦使用之。是整個抗戰全期的砲兵主力之一。比日军主力师属三八野炮更远的射程，保证了76.2毫米M1902/30野战炮可以稳稳压制日军炮兵火力。炮弹分1至5号，1号炮弹射程11000余米，3号炮弹9000余米，4号炮弹8000余米。1940年第三期苏联对华援助贷款中，中方又向苏联订购了200门76.2毫米野炮、200门拖炮牵引车，1941年装备国民革命军炮兵七个团，并改编轻迫击炮两个团。

1941年M1902型火炮有2066门。

### 可比较的同类武器
- FK 96 n.A. 7.7公分野戰炮 德国
- M1897式75mm野战炮 法国
- Ordnance BLC 15-pounder（英语：Ordnance BLC 15-pounder） 英国
- 3-inch M1902 field gun（英语：3-inch M1902 field gun） 美国
- 三八式野砲 日本

## 基本資料
- 口徑:76.2毫米
- 炮管長:2.286米/30倍徑(M1902/30式為3.048米/40倍徑)
- 放列炮重:1350公斤
- 運輸炮重:2380公斤
- 炮架樣式:雙木輪單腳
- 制退復進形式:液體空氣式
- 方向射界:5度
- 高低射界:低軸-3度至+17度(M1902/30式至+37度)
- 最大射程:8.5公里（M1902/30式至13.26公里）

以騾馬挽曳。